# Археологический музей Дурреса
Археологический музей Дурреса (алб. Muzeu Arkeologjik i Durrësit) — музей, расположенный в албанском городе Дурресе. Основан в 1951 году, является крупнейшим археологическим музеем в стране. Музей расположен недалеко от пляжа, а к северу находятся византийские стены VI века, построенные после вторжения вестготов в 481 году. Во время беспорядков 1997 года музей был серьёзно повреждён и разграблен.

## Коллекция
Основная часть музея состоит из 3204 артефактов, найденных в близлежащем древнем месте Диррахиум, и включает в себя обширную коллекцию древнегреческого, эллинистического и римского периодов. Имеются римские погребальные стелы и каменные саркофаги, а также коллекция миниатюрных бюстов Венеры, свидетельствующие о том, что Дуррес был центром поклонения богине.

## Реконструкция
Ожидалось, что в 2010 году Археологический музей Дурреса подвергнется полной реконструкции. Несмотря на важность археологических объектов, музей не является независимым учреждением и находится в ведении Регионального управления памятников Дурреса. Музей поддерживается Академией албанологических исследований и Академией наук Албании. По словам археологов Адриана Анастаси (Adrian Anastasi) и Луана Пержита (Luan Përzhita), есть намерение сделать его национальным музеем, учитывая историческое значение артефактов и их богатое культурное наследие.
Министерство туризма, культуры, молодежи и спорта Албании открыло фонд для обеспечения музея собственным научным персоналом, лабораторией и административной структурой. В процессе реконструкции были выявлены проблемы: музей расположен недалеко от моря, конструкция здания подвержена эрозии из-за содержания йода в солях, влаги и выветривания.

## Открытие
20 марта 2015 года музей был вновь открыт премьер-министром Албании Эди Рамой, после четырёх лет закрытия.